# اچ‌ام‌ای‌اس شولهاون (کی۵۳۵)
اچ‌ام‌ای‌اس شولهاون (کی۵۳۵) (به انگلیسی: HMAS Shoalhaven (K535)) یک کشتی بود. این کشتی در سال ۱۹۴۴ ساخته شد.